# Одинцов, Павел Николаевич
Павел Николаевич Одинцов (1 марта 1881, Вильно, Виленская губерния, Российская империя — 1969, Ленинград)— советский военачальник, генерал-майор артиллерии (4 июня 1940), участник Первой мировая, Гражданской, Советско-финляндской и Великой Отечественной войн.

## Биография
В 1897 году вступил в ряды Русской императорской армии. В том же году окончил Полоцкий кадетский корпус, в 1900 году — Михайловское артиллерийское училище, а в 1915 году — офицерскую артиллерийскую школу. Во время Первой мировой войны во время боевых действий был ранен, а затем взят в плен в Вержболово. Во время Гражданской войны служил на Восточном фронте.
В 1939—1940 годах участвовал в советско-финляндской войне.
С 19 августа 1940 года занимал должность заместителя начальника артиллерии Артиллерийского управления (АУ) Ленинградского военного округа. В ноябре 1941 года стал начальником артиллерии Уральского военного округа. Он внёс большой вклад в формирование артиллерийских частей, за что был награжден орденом Красной Звезды.
23 октября 1943 года был начальником Высшей артиллерийско-технической школы в Туле, которая в 1946 была передислоцирована в Пензу.
После войны, 30 июня 1949 года, он был назначен начальником военной кафедры Ленинградского технологического института.
Был похоронен в Санкт-Петербурге на Богословском кладбище.

## Награды[2]
- Орден Ленина (21.02.1945);
- 3 Ордена Красного Знамени (21.03.1940: 03.11.1944:20.06.1949)
- Орден Отечественной войны I степени (18.11.1944);
- Ордена Красной Звезды (07.03.1943);
- Медаль «За оборону Ленинграда» (22.12.1942);
- Медаль «XX лет Рабоче-Крестьянской Красной Армии» (22.02.1938);
- Медаль «За победу над Германией в Великой Отечественной войне 1941—1945 гг.» (09.05.1945).